# Ulloma
Ulloma ist eine Ortschaft im Departamento La Paz im südamerikanischen Anden-Staat Bolivien.

## Lage im Nahraum
Ulloma ist der bevölkerungsreichste Ort im Municipio Calacoto in der Provinz Pacajes. Die Ortschaft liegt auf einer Höhe von 3804 m am rechten südlichen Ufer des Río Desaguadero, etwa einhundert Kilometer Luftlinie südöstlich des Titicacasees.

## Geographie
Ulloma hat ein semiarides Klima, da im Jahresverlauf über mehr als sechs Monate die Niederschläge für den Pflanzenwuchs nicht ausreichen. Das Klima der Region ist ein typisches Tageszeitenklima, bei dem die mittleren Temperaturschwankungen im Tagesverlauf deutlicher ausfallen als im Ablauf der Jahreszeiten.
Die mittlere Jahrestemperatur von Ulloma liegt bei 8,3 °C (siehe Klimadiagramm Charaña), die Monatsdurchschnittstemperaturen schwanken nur unwesentlich zwischen knapp 5 °C von Juni bis Juli und knapp über 10 °C von November bis Januar. Der Jahresniederschlag beträgt niedrige 300 mm, die Monatswerte liegen zwischen unter 10 mm in den Monaten Mai bis Oktober und etwa 50 mm von Dezember bis März.

## Verkehr
Ulloma liegt in einer Entfernung von 192 Straßenkilometern südlich von La Paz, der Hauptstadt des gleichnamigen Departamentos.
Von La Paz aus führt die Nationalstraße Ruta 2 bis El Alto, von dort die Ruta 19 in südwestlicher Richtung über Viacha bis Caquiaviri und weiter nach Charaña an der chilenischen Grenze. Von Caquiaviri führt eine unbefestigte Straße über 30 Kilometer in südöstlicher Richtung bis Coro Coro und von dort führt eine weitere Landstraße 26 Kilometer nach Südwesten bis Calacoto, dem zentralen Ort des Municipios. Die unbefestigte Verbindungsstraße nach Ulloma überquert hier den Río Desaguadero in südlicher Richtung und erreicht nach weiteren 35 Kilometern Ulloma.

## Bevölkerung
Die Einwohnerzahl der Ortschaft ist in den vergangenen beiden Jahrzehnten auf fast das Dreifache angestiegen:
| Jahr | Einwohner | Quelle       |
| ---- | --------- | ------------ |
| 1992 | 173       | Volkszählung |
| 2001 | 307       | Volkszählung |
| 2012 | 512       | Volkszählung |
| 2024 |           | Volkszählung |

Die Region weist einen hohen Anteil an Aymara-Bevölkerung auf, im Municipio Calacoto sprechen 93,1 Prozent der Bevölkerung Aymara.